# Oberea walkeri
Oberea walkeri är en skalbaggsart som beskrevs av Charles Joseph Gahan 1894. Oberea walkeri ingår i släktet Oberea och familjen långhorningar.
Artens utbredningsområde är:
- Hongkong (Kina).
- Tibet.

Inga underarter finns listade i Catalogue of Life.